# Лорд главный судья Англии и Уэльса
Лорд — главный судья Англии и Уэльса (англ. Lord Chief Justice of England and Wales) — судебная должность в Великобритании, глава судебной власти Англии и Уэльса.

## История
Ранее судебная власть Великобритании состояла из Судебной коллегии Палаты лордов, куда входили лорд-канцлер (высшее судебное должностное лицо) и судебные лорды. Ниже по иерархии находились Апелляционный суд, Высокий суд правосудия и 90 судов короны, которые совместно образовывали Верховный суд Англии и Уэльса. Апелляционный суд состоял из гражданского и уголовного отделений, в него входили лорд-канцлер, бывшие лорды-канцлеры, лорд — главный судья (глава гражданского отделения), а также до 18 лордов — апелляционных судей. Высокий суд состоял из трёх отделений (78 судей): королевская скамья (возглавляет лорд — главный судья), канцлерское отделение (возглавлял вице-канцлер), отделение по семейным делам (возглавлял председатель отделения). Суды короны рассматривали дела с участием присяжных, а также апелляции на приговоры и решения судов низшей инстанции. Лорд-канцлер во всей этой системе одновременно был спикером в парламенте, членом кабинета министров и главой судебной системы (назначал судей, принимал участие в судебных заседаниях в качестве судьи, определял каких адвокатов надо повысить до звания королевского адвоката).
В 2005 году принят Акт о конституционной реформе, согласно которому Палата лордов перестала быть высшим судебным органом, её полномочия перешли Верховному суду Великобритании, который начал функционировать 1 октября 2009 года, полномочия Лорда-канцлера существенно сократились, в том числе все судебные полномочия переданы Лорду — главному судье (председателю всех судей Англии и Уэльса). Для рекомендации кандидатов на должности судей создана Комиссия по судебным назначениям.

## Полномочия
Лорд — главный судья отвечает за подготовку и состояние кадров, размещение судей, следит за распределением дел, которые они рассматривают, руководит ими и представляет интересы судейского корпуса Англии и Уэльса перед Парламентом и Правительством. Он ежемесячно участвует в качестве председателя в Исполнительном совете по судебным делам (англ. Fudicial Executive Board), ему подчиняется Совет судей (англ. Judges’ Council). Его полномочия позволяют занять пост Президента (председателя) любого суда Англии или Уэльса (пункты 3 и 4 ст. 7 Закона «О конституционной реформе»). В его обязанности входит содействие развитию судебной системы.